# 白雲匯廣場
白雲匯廣場（英語：Baiyunhui Plaza），中國廣東廣州一間大型商場，2014年12月20日動工，2017年8月23日開業。

## 外部連結
- 官方网站